# Leopold Maximilian von Firmian
Leopold Maximilian von Firmian (Trento, 10 ottobre 1766 – Vienna, 12 novembre 1831) è stato arcivescovo metropolita di Vienna dal 19 aprile 1822 alla morte.

## Biografia
Leopold Maximilian von Firmian nacque a Trento, città principale dell'omonimo principato vescovile e allora parte integrante dell'Sacro Romano Impero, da una famiglia della nobiltà locale.
Intrapresa la carriera ecclesiastica, nel 1780 divenne canonico delle cattedrali di Salisburgo e Passavia, venendo ordinato a Salisburgo nel 1792. Cinque anni più tardi, il 24 luglio 1797 a Passavia ottenne il titolo di vescovo titolare di Tiberiade.
Il prelato trentino battezzò il futuro imperatore Francesco Giuseppe d'Austria-Ungheria.
Nel 1800 fu promosso vescovo di Lavant e nel 1816 divenne amministratore dell'arcidiocesi di Salisburgo in quanto le condizioni politiche non chiare della città non favorivano ancora l'insediamento stabile di un arcivescovo. Il 18 gennaio 1822 l'imperatore Francesco I lo nominò arcivescovo di Vienna e la conferma papale pervenne il 19 aprile di quello stesso anno.
Viene descritto dalle cronache come un prelato amorevole ed uno splendido principe della Chiesa, sottomesso ad ogni modo alla volontà imperiale e ben disposto all'ingerenza del giuseppinismo negli affari ecclesiastici austriaci. Promosse anche delle riforme liturgiche nell'ambito degli inni cantati, stilando personalmente un elenco di quelli idonei ad essere cantati nelle celebrazioni della Chiesa austriaca, pubblicato nel 1824.

## Genealogia episcopale e successione apostolica
La genealogia episcopale è:
- Cardinale Guillaume d'Estouteville, O.S.B.Clun.
- Papa Sisto IV
- Papa Giulio II
- Cardinale Raffaele Sansone Riario
- Papa Leone X
- Papa Paolo III
- Cardinale Francesco Pisani
- Cardinale Alfonso Gesualdo
- Papa Clemente VIII
- Cardinale Pietro Aldobrandini
- Cardinale Laudivio Zacchia
- Cardinale Antonio Barberini
- Cardinale Marcantonio Franciotti
- Papa Innocenzo XII
- Cardinale Leopold Karl von Kollonitsch-Lipót
- Cardinale Johann Philipp von Lamberg
- Arcivescovo Franz Anton von Harrach zu Rorau
- Arcivescovo Leopoldo Antonio Eleuterio Firmian
- Cardinale Leopoldo Ernesto Firmian
- Arcivescovo Joseph Adam von Arco
- Vescovo Leopold Raymund Leonhard von Thun und Hohenstein
- Arcivescovo Leopold Maximilian von Firmian

La successione apostolica è:
- Vescovo Aristazio Azarian, C.A.M. (1827)
- Vescovo Jakob Frint (1827)
- Vescovo Johann Michael Leonhard (1829)